# Mandeu Raimanus
Mandeu Raimanus is een bestuurslaag in het regentschap Belu van de provincie Oost-Nusa Tenggara, Indonesië. Mandeu Raimanus telt 1710 inwoners (volkstelling 2010).